# Aulogymnus fumatus
Aulogymnus fumatus är en stekelart som först beskrevs av Julius Theodor Christian Ratzeburg 1852.  Aulogymnus fumatus ingår i släktet Aulogymnus och familjen finglanssteklar. Inga underarter finns listade.